# De stippelvlinder
De stippelvlinder is een stripverhaal uit de reeks van Puk en Poppedijn. Het is geschreven door Piet Wijn en gepubliceerd in De Spiegel van 18 juni 1966 tot en met 17 september 1966. Het is het zesde verhaal uit de reeks en bestaat uit 14 pagina's, genummerd van 1-6 tot 14-6.

## Het verhaal
Wanneer Puk en Poppedijn op een dag in de tuin spelen, landt een witte vlinder met rode stippen voor hun voeten. Puk vangt de vlinder met zijn hoed. Een vreemdeling, de Chinees Hang-Wang, is op jacht naar de vlinder. Hij ziet de haarstrik van Poppedijn aan voor de vlinder en vangt de strik met Poppedijn eraan in zijn net. Hij neemt haar mee in zijn luchtballon en stopt haar in een mand. Puk en zijn vader rennen erachteraan. Puk kan nog net een touw, die aan de ballon vastzit grijpen en reist onder aan de ballon mee naar het eiland Ping-Ping.
Op het eiland brengt Hang-Wang de mand met Poppedijn naar de keizer Kwaai-Tong, achternageslopen door Puk. Wanneer Poppedijn uit de mand kruipt ziet de keizer gelijk dat het niet de gelukbrengende stippelvlinder is. Hang-Wang en Poppedijn worden door generaal Hak-Houw naar de gevangenis gebracht, maar Puk steekt daar (letterlijk) een stokje voor, door de generaal te laten struikelen. Puk, Poppedijn en Hang-Wang ontvluchten het paleis, achtervolgd door de soldaten. hang-Wang vraagt om ping-ping (geld), dat het enige is dat hen kan redden. Puk heeft nog een dubbeltje op zak. Hang-Wang gooit het dubbeltje in de rivier en de soldaten springen met z'n allen het dubbeltje achterna en brengen het naar de keizer.
Hang-Wang vertelt, dat de keizer al het geld van de bevolking heeft afgepakt, omdat hij denkt dat geld geluk brengt. Al het geld is opgeslagen in een toren boven op een vulkaan. Maar op het eiland is niemand gelukkig en daarom moest de stippelvlinder worden gevangen, want ook die brengt geluk. Ondertussen is het dubbeltje van Puk naar de keizer gebracht, die het samen met zijn gevolg naar de toren brengt. Onderweg schiet Puk het dubbeltje met zijn katapult uit de vingers van de keizer. Deze wordt woedend en ternauwernood kunnen Puk, Poppedijn en Hang-Wang in de luchtballon ontsnappen. Een soldaat schiet echter de ballon lek. De keizer brengt het dubbeltje naar de toren en nadat hij naar zijn paleis is teruggekeerd landt de langzaam leeglopende ballon boven op de geldtoren. De opperschatmeester Pak-Poen ziet dat en vertelt het de keizer. Met een kanon schieten ze op de ballon, maar ze missen en de kogel slaat een gat in de vulkaan. Deze barst hierop uit. De geldtoren ontploft en al het geld wordt over het eiland verspreid. Puks dubbeltje landt op het hoofd van Puk.
Ondertussen hebben de vader en moeder van Puk de politie gewaarschuwd.. Die komt een onderzoek instellen en ze vinden de hoed van Puk. Als ze deze optillen wordt de stippelvlinder bevrijd en deze vliegt regelrecht naar het eiland terug. Als een paar uur later de vulkaan is uitgewerkt keert de stippelvlinder terug op het eiland.
De keizer denkt dat alles verloren is wordt plotseling door zijn bevolking op handen en voeten gedragen, omdat hij het geld over de bevolking verdeeld heeft. Hang-Wang brengt Puk en Poppedijn in de gerestaureerde ballon terug naar huis.

## Uitgaven

### Achtergronden bij de uitgaven
- Het verhaal is gepubliceerd in De Spiegel van 18 juni 1966 tot en met 17 september 1966. Elke week verscheen er een pagina.
- Het verhaal is nooit in een reguliere albumreeks uitgegeven. Pas in 1995 zijn alle verhalen verschenen in drie luxe banden.